# Gruppo di NGC 661
Il Gruppo di NGC 661 è un raggruppamento che contiene almeno quattro galassie situate nella costellazione del Triangolo.
La distanza media dalla nostra Via Lattea è di circa 162 milioni di anni luce.

## Membri
La tabella sottostante indica i membri del gruppo elencati da Mahtessian nel suo articolo del 1998.
| Nome    | Tipo | Classificazione | RA (J2000.0)  | DEC (J2000.0) | Velocità radiale (km/s) | Magnitudine apparente | Distanza (Mpc) | Dimensioni (kal) |
| ------- | ---- | --------------- | ------------- | ------------- | ----------------------- | --------------------- | -------------- | ---------------- |
| NGC 661 | E+   | Ellittica       | 01h 44m 14.6s | 28° 42′ 21″   | 3815 ± 5                | 12,2                  | 52,2 ± 3,7     | 70               |
| NGC 670 | SA0  | Lenticolare     | 01h 47m 24.8s | 27° 53′ 09″   | 3697 ± 2                | 12,7                  | 50,5 ± 3,6     | 67               |
| NGC 684 | Sb   | Spirale         | 01h 50m 14.0s | 27° 38′ 44″   | 3537 ± 1                | 12,4                  | 48,2 ± 3,4     | 137              |
| IC 1731 | SBc  | Spirale barrata | 01h 50m 12.3s | 27° 11′ 46″   | 3503 ± 1                | 13,3                  | 47,6 ± 3,4     | 66               |

Il sito DeepskyLog permette di trovare agevolmente le costellazioni in cui si trovano le galassie; in alternativa si possono utilizzare le coordinate delle galassie per individuarle. Se non altrimenti indicato, le coordinate sono quelle fornite dal sito NASA/IPAC (National Aeronautics and Space Administration / Infrared Processing and Analysis Center).